# Хърби Ханкок
Хърбърт (Хърби) Джефри Хeнкок (на английски: Herbert Jeffrey Hancock) е американски пианист, кийбордист, ръководител на бенд и композитор.
Член на Втория голям квинтет на тромпетиста Майлс Дейвис, Хeнкок оказва влияние върху преоткриването на ритъм секцията в джаза, и освен това става един от главните архитекти на пост-бопа. Той е сред първите джазмени, които приемат музикалните синтезатори и фънк музиката (чийто белег са синкопираните барабанени удари).
Музиката на Хeнкок се отличава с мелодичност и достъпност; много от песните му „преминават границите“ и постигат успех сред поп слушателите. Тя е възприемчива спрямо фънка и соула, но същевременно се родее с по-свободните стилистични елементи на джаз музиката. В импровизациите си създава уникална бленда от джаз, блус и съвременна класическа музика, като хармоничните му стилизирания наподобяват естетиката на Клод Дебюси и Морис Равел.
Някои от най-известните солови творби на Хeнкок са Cantaloupe Island, Watermelon Man (по-късно изпълнени от редица други музиканти, включително ръководителя на бенд Монго Сантамария), Maiden Voyage, Chameleon и синглите I Thought It Was You и Rockit. Неговият River: The Joni Letters става едва втория джаз албум, спечелил награда Грами за албум на годината (2008). Преди него единствено Getz/Gilberto (1965) печели отличието.
Хeнкок практикува ничиренския будизъм и е член на будисткото сдружение Сока Гакай Интернешънъл. Като част от духовната си практика, той ежедневно рецитира будисткото песнопение Нам Миохо Ренге Кио.
На 22 юли 2011 г. на церемония в Париж Хeнкок е определен за посланик на добра воля на ЮНЕСКО за промотирането на междукултурния диалог.
През 2013 г. постъпва във Факултета по музика на Калифорнийския университет, където преподава джаз музика.

## Дискография
- Takin' Off (1962), за Блуноут